# Нюрнбергская крепость
Нюрнбергская крепость (нем. Nürnberger Burg) — один из наиболее значимых культурно-исторических памятников города Нюрнберг. Состоит из Императорской крепости (Kaiserburg) в западной и Бургграфской крепости (Burggrafenburg) в восточной части.
Крепость (бург) расположена севернее реки Пегниц на вершине скалы (геологический выход песчаника), возвышающейся над Зебальдским Старым городом. С крепостной обзорной площадки, выходящей на юг, открывается великолепный вид на лежащий под ней Квартал ремесленников и Старый город. В нескольких десятках метров южнее подножия скалы находится дом Альбрехта Дюрера, где известный художник родился и провел немалую часть своей жизни.

## История
Традиционно считалось, что заселение вершины крепостной горы началось в XI или XII веке. Однако за последние годы при исследованиях захоронений на территории крепости были найдены следы поселений, основанных ранее 1000 г. При этом был обнаружен фундамент круглой сторожевой башни с толщиною стен свыше двух метров, который представителями Баварского управления культурным наследием был датирован около 1000 года н. э.
Существующие укрепления воздвигнуты в три этапа:
- первый этап — германскими королями Салической династии (1027—1125).
- второй этап — императорами из династии Гогенштауфенов (1138—1254).
- третий этап — мероприятия по модернизации и реконструкции крепости, проводившиеся в XIV—XVI вв.

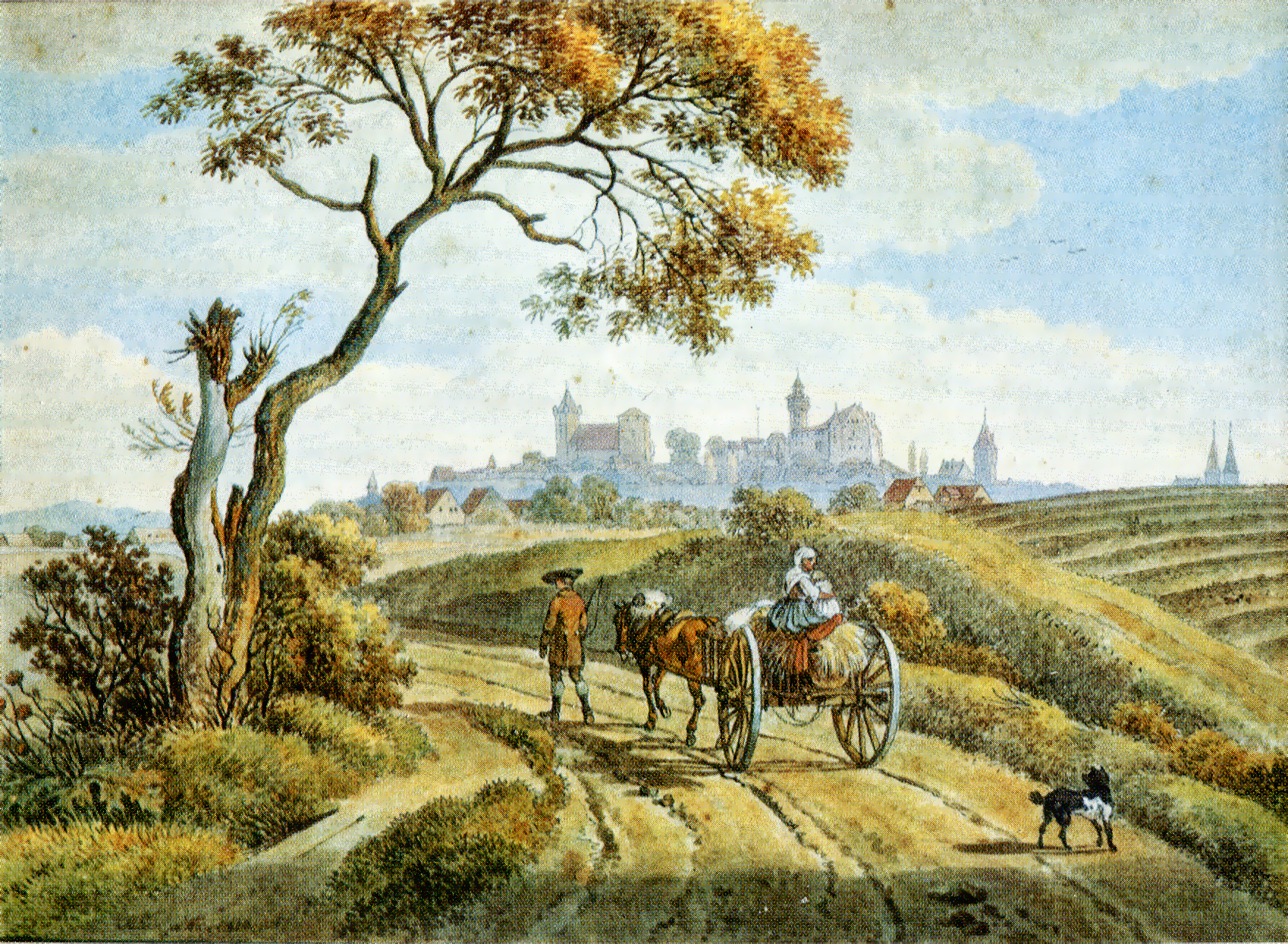
Вид на Бург с севера. 1809 год

Во второй половине XVII века нюрнбергским астрономом и художником Георгом Хористофом Айммартом в одном из бастионов крепости была основана первая в Нюрнберге обсерватория. В память об Айммарте в крепости при содействии нюрнбергского астрономического общества установлена колонна.
Крепостные сооружения, поврежденные во время бомбардировок Нюрнберга силами союзников, были полностью восстановлены в историческом виде после окончания Второй мировой войны.

## Императорская крепость
- В южной части крепости находится обзорная площадка с открыточными видами на Старый город. Благодаря расположению крепости на выдающейся относительно равнинного окружающего ландшафта скале, видимость с обзорной площадки составляет более десяти километров.
- Почти в центре крепостного ансамбля возвышается смотровая башня, вместе с Императорской крепостью являющаяся символом города. Винтовая деревянная лестница, вдоль стены ведущая на верхние площадки, как и винтовые лестницы большинства средневековых башен, закручивается направо. Посещение платное.
- В крепости двойная капелла на трёх уровнях: нижний ярус предназначался для рыцарства и свиты, средний ярус, находящийся на одном уровне с основанием каменного распятия — для короля и его ближайшего окружения, балкон, расположенный на противоположной от алтаря стене чуть ниже уровня головы Христа на распятии — только лишь для императора.
- Посреди двора в небольшой каменной постройке находится так называемый «Глубокий колодец» (нем. Tiefer Brunnen). Его штольня прорублена в скале, на которой стоит замок, до водоносных слоев, питающих реку Пегниц. Глубина колодца составляет 47 метров. Его дно находится на высоте 301,67 м над уровнем моря. Звук от вылитого в штольню стакана воды возвращается обратно к слушателю только спустя 5 секунд. Посещение платное.
- В Средние века в подвалах крепости располагались пивные погреба. Во время Второй Мировой войны в одном из подземелий крепости войска союзников обнаружили бункер-тайник нацистов с бесчисленными предметами искусства из разграбленных музеев Европы. Одним из экспонатов было так называемое копьё Судьбы, украденное Гитлером в одном из музеев Вены. После капитуляции Германии ценности были возвращены в музеи.
- Сады крепости и часть городской стены, выходящая на внутреннюю часть Старого города к дому Дюрера, открыты для свободного посещения.

## Бургграфская крепость
- Пятиугольная башня XII века
- Языческая башня (башня Св. Маргариты, середина XII века)
- Часовня Св. Отмара и Св. Вальпургии Хайденхаймской
- Сторожевая башня Лугинсланд (1377)